# Большие Вершининцы
 Большие Вершининцы  — деревня в Кумёнском районе Кировской области в составе Кумёнского сельского поселения.

## География
Расположена на расстоянии примерно 4 км на северо-запад от районного центра поселка Кумёны.

## История
Известна с 1764 года как деревня Вершининская с 61 жителем, в 1802 20 дворов. В 1873 году здесь (Вершининская или Вершининцы Большие) дворов 33 и жителей 260, в 1905 55 и 354, в 1926 (Большие Вершининцы или Вершининская) 77 и 400, в 1950 69 и 324, в 1989 40 жителей. Настоящее название утвердилось с 1939 года. 

## Население
Постоянное население составляло 31 человек (русские 100%) в 2002 году, 30 в 2010.